# Dulacia inopiflora
Dulacia inopiflora là một loài thực vật có hoa trong họ Olacaceae. Loài này được (Miers) Kuntze mô tả khoa học đầu tiên năm 1891.